# Parsons Outcrop
Parsons Outcrop ist ein 55 m hoher, s-förmiger, 150 m langer und 50 m breiter Felsvorsprung an der Budd-Küste des ostantarktischen Wilkeslands. Er ragt in den Løken-Moränen nahe der Casey-Station auf.
Wissenschaftler der Australian National Antarctic Research Expeditions errichteten hier 1978 eine Vermessungsstation einschließlich eines 1,5 m hohen Fahnenmastes. Das Antarctic Names Committee of Australia benannte den Felsen 1979 nach Rod Parsons, der an diesen Arbeiten beteiligt war.